# Влостовиці (Малопольське воєводство)
Влостовиці (пол. Włostowice) — село в Польщі, у гміні Кошиці Прошовицького повіту Малопольського воєводства.
Населення — 325 осіб (2011).
У 1975-1998 роках село належало до Келецького воєводства.

## Демографія
Демографічна структура станом на 31 березня 2011 року:
|          | Загалом | Допрацездатний вік | Працездатний вік | Постпрацездатний вік |
| -------- | ------- | ------------------ | ---------------- | -------------------- |
| Чоловіки | 176     | 38                 | 115              | 23                   |
| Жінки    | 149     | 18                 | 92               | 39                   |
| Разом    | 325     | 56                 | 207              | 62                   |